# Omloop van Lotharingen
De Omloop van Lotharingen (Frans: Circuit de Lorraine) was sinds 2005 de naam van een wielerwedstrijd die jaarlijks in de Franse regio Lotharingen werd verreden. De wedstrijd maakte deel uit van de UCI Europe Tour en was door de Internationale Wielerunie geclassificeerd als wedstrijd van de 2.1-categorie.

## Geschiedenis
De wedstrijd ging in 1956 van start als amateurkoers onder de naam Circuit des Mines. In 1977 volgde een herbenoeming in Le Circuit de Mineurs, welke in 1978 weer teniet werd gedaan. Vanaf 1995 wordt de koers door de professionals verreden.
De Omloop van Lotharingen telde 4 à 5 etappes. De beslissing viel meestal in een van de heuvelachtige etappes door de Vogezen.
De Belg Robert Duveau won in 1961 als eerste buitenlander de koers, hij zou de enige winnende Belg blijven. Acht Nederlanders wonnen de koers, zeven als amateur en in 2004 was Joost Posthuma de eerste Nederlandse prof die de koers won.
In 2013 kon de wedstrijd om financiële redenen niet doorgaan. In 2014 werd de koers geannuleerd. In 2016 werd de koers opnieuw georganiseerd, ditmaal echter voor amateurs en slechts eendaags.

## Lijst van winnaars

### Meervoudige winnaars
| Overwinningen | Renner       | Land      | Jaren       |
| ------------- | ------------ | --------- | ----------- |
| 2             | Régis Simon  | Frankrijk | 1981 + 1990 |
| 2             | Pascal Lance | Frankrijk | 1985 + 1988 |

### Overwinningen per land
| Overwinningen | Land                                                                            |
| ------------- | ------------------------------------------------------------------------------- |
| 25            | Frankrijk                                                                       |
| 8             | Nederland                                                                       |
| 6             | Italië                                                                          |
| 3             | Verenigd Koninkrijk                                                             |
| 2             | Polen                                                                           |
| 1             | België, Colombia, Denemarken, Duitsland, Kazachstan, Letland, Litouwen, Rusland |